# Best Of (Epica)
Best Of è la seconda raccolta del gruppo musicale olandese Epica, pubblicato l'11 ottobre 2013 dalla Nuclear Blast.

## Descrizione
Pubblicato esclusivamente per il download digitale, Best Of contiene 15 brani tratti dalle pubblicazioni del gruppo sotto la Nuclear Blast, ovvero i tre album in studio The Divine Conspiracy (2007), Design Your Universe (2009) e Requiem for the Indifferent (2012) e l'album dal vivo The Classical Conspiracy - Live in Miskolc, Hungary (2009).

## Tracce
1. Cry for the Moon (Live in Miskolc) – 7:44
2. Unleashed – 5:48
3. Sancta Terra – 4:57
4. The Obsessive Devotion – 7:13
5. Design Your Universe (A New Age Dawns ~ Part VI) – 9:28
6. Storm the Sorrow – 5:12
7. Never Enough – 4:47
8. Delirium – 6:07
9. Quietus (Live in Miskolc) – 4:22
10. Monopoly on Truth – 7:11
11. Chasing the Dragon – 7:40
12. Martyr of the Free Word – 5:03
13. Fools of Damnation (The Embrace That Smothers ~ Part IX) – 4:56
14. Tides of Time – 5:33
15. Kingdom of Heaven (A New Age Dawns ~ Part V) – 13:35

## Formazione
- Simone Simons – voce
- Mark Jansen – chitarra ritmica, grunt e scream
- Ad Sluijter – chitarra solista (tracce 1, 3–4, 7, 9, 11–13)
- Isaac Delahaye – chitarra solista (tracce 2, 5–6, 8, 10, 14–15)
- Yves Huts – basso
- Coen Janssen – tastiera
- Ariën van Weesenbeek – batteria